# Suso

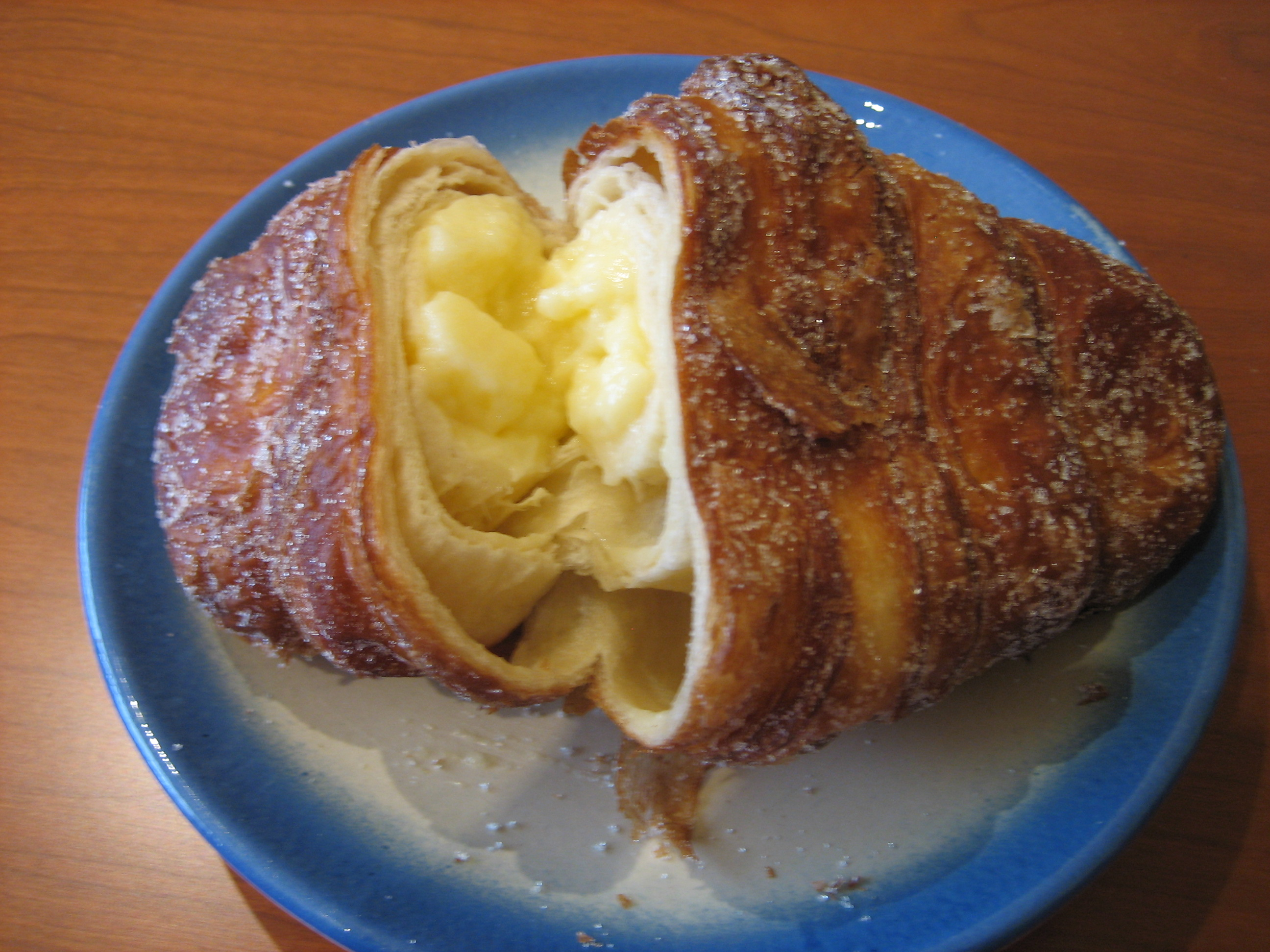
Relleno de crema.

El suso es un pastel dulce típico de Gerona (Cataluña) consistente en una masa fina de forma cilíndrica rellena de crema, frita y azucarada por fuera.
El suso o chucho tiene el distintivo de «Producto de la Tierra» (Producte de la Terra) del Departamento de Agricultura, Ganadería y Pesca de la Generalidad de Cataluña.
Parece que este dulce nació en Gerona en los años 1920 en la pastelería que Emili Puig tenía en la calle de la Cort Reial, cuando un repostero francés enseñó a este pastelero la elaboración de un pastel que denominaba chou à la crème, que sirvió de inspiración para hacer el suso gerundense.
El suso o chucho está presente en muchos lugares fuera del Gironés y alrededores gracias a su gran aceptación. En la segunda mitad del siglo XX era uno de los principales productos vendidos en las churrerías. Este pastel también se encuentra a menudo en Albacete, Tarragona, Castellón de la Plana, Asturias y Valencia. El suso bañado en chocolate fue comercializado por una cierta marca conocida de golosinas.[cita requerida]

## La leyenda
En la Rambla y la calle de Platería se encuentra un personaje muy simpático que forma parte de las leyendas de Gerona, el Tarlà, personaje a quien se debe el origen del suso. Este acróbata, que entretuvo a los ciudadanos en una época de cuarentena durante una epidemia, se enamoró de la hija de un pastelero. Durante una visita a su enamorada, cuando el padre de ella llegó, se escondió dentro un saco de harina hasta que estornudó haciendo «xui-xui». Para no enfurecer al pastelero, le prometió casarse con su hija y darle la receta de un dulce: el suso, denominado así en recuerdo del estornudo delator. Ahora puede verse el muñeco del Tarlà cada año por las fiestas de primavera o por feria, cuando se cuelga en el mismo lugar donde años atrás entretuvo con sus acrobacias a los gerundenses.

## Marcha popular del suso
La Fundació Oncolliga Gerona organiza la popular Marcha del Suso, con la colaboración del GEiEG y el Ayuntamiento de Gerona. Es una marcha para toda la familia donde se pretende recorrer diferentes lugares de Gerona andando sin prisa para poder descubrir todos sus encantos. En la meta los participantes pueden degustar susos preparados por el Gremio de Pasteleros de Gerona.